# 清須市立春日中学校
清須市立春日中学校（きよすしりつはるひちゅうがっこう）は、愛知県清須市にある市立中学校である。

## 沿革
- 1947年（昭和22年） - 「清洲町春日村組合立清洲中学校」として発足[2]。
- 1948年（昭和23年） - 「春日村立春日中学校」が開校[2]。
- 1990年（平成2年） - 町制の施行により「春日町立春日中学校」に改称される[2]。
- 2009年（平成21年） - 清須市との合併により、「清須市立春日中学校」に改称される[2]。

## 進学前小学校
- 清須市立春日小学校[3]

## 周辺施設
- 清須市立春日小学校
- 清須市春日支所

## 交通アクセス
- JR東海道本線「清洲駅」から徒歩約25分。